# لوسيانا مارين
لوسيانا مارين (بالرومانية: Luciana Marin)‏ مواليد 13 أكتوبر 1988 في رومانيا، هي لاعبة كرة يد رومانية تلعب كوسط مدافع. مثلت منتخب رومانيا لكرة اليد للسيدات. حققت المركز الثالث في بطولة العالم لكرة اليد للسيدات 2015.

## سجل المنافسة
شاركت في البطولات التالية:
- بطولة العالم لكرة اليد للسيدات 2013
- بطولة العالم لكرة اليد للسيدات 2015

## الإنجازات
- الدوري الروماني لكرة اليد للسيدات:
  - الفوز: 2014
  - النهائي: 2015

## روابط خارجية
- لوسيانا مارين على موقع الاتحاد الأوروبي لكرة اليد (الإنجليزية)